# Centrodora
Centrodora  (лат.) — род паразитических наездников надсемейства хальцид. Около 40 видов. Длина тела 1—2 мм. Тело удлинённое, бурое, чёрное, иногда жёлтое. Передние крылья узкие и длинные (в 3 раза больше своей ширины). Усики состоят из 6 члеников. Паразитируют на яйцах прямокрылых и некоторых других насекомых (осы Dryinidae, цикадовые).
- Centrodora acridiphagus (Otten, 1941)
- Centrodora amoena Foerster, 1878
- Centrodora australiensis (Girault, 1913)
- Centrodora brevifuniculata Viggiani, 1972
- †Centrodora brevispinae
- Centrodora cicadae Silvestri, 1918
- Centrodora damoni (Girault, 1922)
- Centrodora darwini (Girault, 1913)
- Centrodora dorsati Mercet, 1930
- Centrodora fuscipennis (Girault, 1913)
- Centrodora gerundensis Mercet, 1930
- Centrodora giraulti Hayat, 1987
- Centrodora grotiusi (Girault, 1913)
- Centrodora haeckeli (Girault, 1913)
- Centrodora hexatricha Erdös & Novicky, 1953
- Centrodora inconspicua (Girault, 1915)
- Centrodora italica Ferrière, 1968
- Centrodora livens (Walker, 1851)
- Centrodora locustarum (Giraud, 1863)
- Centrodora maxima (Girault, 1915)
- Centrodora merceti Mercet, 1930
- Centrodora miltoni (Girault, 1915)
- Centrodora ochrura Erdös & Novicky, 1953
- Centrodora salicis Erdös, 1961
- Centrodora scolypopae Valentine, 1966
- Centrodora speciosissima (Girault, 1911)
- Centrodora terrigena (Girault, 1932)
- Centrodora tibialis (Nees, 1834)